# Валичела Алта (Ровиго)
Валичела Алта је насеље у Италији у округу Ровиго, региону Венето.
Према процени из 2011. у насељу је живело 87 становника. Насеље се налази на надморској висини од 9 м.